# Giacomo Filippo Nini
Pour les articles homonymes, voir Nini (homonymie).
Giacomo Filippo Nini (né en 1629 à Sienne en Toscane, et mort le 11 août 1680 à Rome) est un cardinal italien du XVIIIe siècle.

## Biographie
Giacomo Filippo Nini exerce des fonctions dans le secrétariat de l'État. Il est élu archevêque titulaire de Corinthe. Il est abbé commendataire de S. Cristoforo di Bergamo à Acqui et préfet du palais apostolique et des Cubiculi du Saint-Père.
Le pape Alexandre VII le crée cardinal in pectore lors du consistoire du 14 janvier 1664. Sa création est publiée le 15 février 1666.
Le cardinal Nini participe au conclave de 1667 (élection de Clément IX), au conclave de 1669-1670 (élection de Clément X) et au conclave de 1676 (élection d'Innocent XI). Il est camerlingue du Sacré Collège en 1679-1680.